# Hart Senate Office Building
Philip A. Hart Senate Office Building är en byggnad i området United States Capitol Complex i den amerikanska huvudstaden Washington, D.C. och är en av tre kontorsfastigheter för medlemmar i USA:s senat. Den ägs och underhålls av den federala myndigheten Architect of the Capitol. Byggnaden ritades av arkitektfirman John Carl Warnecke & Associates och byggnaden stod färdig 1982. Den är namngiven efter senatorn Philip Hart.